# Кристи, Джон (футболист, 1881)
Джон Ка́убро Кри́сти (англ. John Coubrough Christie; 8 февраля 1881 — 21 ноября 1934) — шотландский футболист. Выступал на позициях правого защитника и левого хавбека за ряд клубов английских Футбольной лиги и Южной лиги, включая два манчестерских клуба, «Манчестер Юнайтед» и «Манчестер Сити».

## Футбольная карьера
Уроженец Глазго, согласно переписи 1901 года Джон работал носильщиком на железной дороге. Выступал за футбольный клуб «Сейл Холмфилд», из которого в сентябре 1902 года перешёл в «Манчестер Юнайтед» в качестве возможного преемника для Гарри Стаффорда. В основном составе «Юнайтед» дебютировал 28 февраля 1903 года, выйдя на позиции правого защитника в матче против «Донкастер Роверс». Однако это был его единственный официальный матч за клуб. 14 мая 1904 года он покинул «Юнайтед», перейдя в другой манчестерский клуб, «Манчестер Сити».
За «Сити» дебютировал 7 января 1905 года в матче против «Стока». Провёл в «Манчестер Сити» 3 сезона, сыграв в 10 матчах чемпионата.
В дальнейшем выступал за клубы Южной лиги «Брэдфорд Парк Авеню», «Кройдон Коммон» и «Брентфорд», «Олтрингем».
В декабре 1910 года сыграл за футбольную сборную Лондона (London XI) против сборной Парижа (Paris XI).
Во время войны служил в Королевском ВМФ и Королевских ВВС.

## Достижения
Кройдон Коммон
- Чемпион Второго дивизиона Южной лиги: 1908/09[2]

Брентфорд (резервисты)
- Победитель Великой западной пригородной лиги (Great Western Suburban League): 1910/11[2][6]

## Статистика выступлений
| Клуб                | Сезон            | Лига                | Лига | Лига | Кубок | Кубок | Итого | Итого |
| Клуб                | Сезон            | Дивизион            | Игры | Голы | Игры  | Голы  | Игры  | Голы  |
| ------------------- | ---------------- | ------------------- | ---- | ---- | ----- | ----- | ----- | ----- |
| Манчестер Юнайтед   | 1902/03          | Второй дивизион     | 1    | 0    | 0     | 0     | 1     | 0     |
| Манчестер Сити      | 1904/05          | Первый дивизион     | 1    | 0    | 0     | 0     | 1     | 0     |
| Манчестер Сити      | 1905/06          | Первый дивизион     | 5    | 0    | 0     | 0     | 5     | 0     |
| Манчестер Сити      | 1906/07          | Первый дивизион     | 4    | 0    | 0     | 0     | 4     | 0     |
| Манчестер Сити      | Итого            | Итого               | 10   | 0    | 0     | 0     | 10    | 0     |
| Брэдфорд Парк Авеню | 1907/08          | Южная лига (1 див.) | 14   | 0    | 0     | 0     | 14    | 0     |
| Кройдон Коммон      | 1908/09          | Южная лига (2 див.) | 12   | 0    | 10    | 0     | 22    | 0     |
| Кройдон Коммон      | 1909/10          | Южная лига (1 див.) | 24   | 0    | 3     | 0     | 27    | 0     |
| Кройдон Коммон      | Итого            | Итого               | 36   | 0    | 13    | 0     | 49    | 0     |
| Брентфорд           | 1910/11          | Южная лига (1 див.) | 5    | 0    | 0     | 0     | 5     | 0     |
| Итого за карьеру    | Итого за карьеру | Итого за карьеру    | 66   | 0    | 13    | 0     | 79    | 0     |